# Сегаль, Юлия Ароновна
Юлия Ароновна Сегаль (род. 12 июля 1938, Харьков, Украина) — советско-израильский скульптор.

## Биография
Родилась 12 июля 1938 года в Харькове. В 1953—1957 годах училась на архитектурном отделении Алма-Атинского строительного техникума. В 1958—1960 годах училась в художественном училище в Харькове. В 1971 году окончила Московский Государственный художественный институт им. Сурикова. Её учителями были скульпторы Л. Е. Кербель и М. Ф. Бабурин.
Участница художественных выставок с 1960 года. Член Союза художников СССР с 1973 года.
В 1994 репатриировалась в Израиль.
Работы находятся в Русском музее, Третьяковской галерее, а также в частных собраниях России, Германии и США. Живёт и работает в знаменитой деревне художников Санур в западной Самарии, Израиль. В 2005 многие работы скульптора перевезены в Иерусалим.